# Иноватор
Иноватор или новатор (от английски: innovator, от innovate – правя нововъведение, иновация) в общ смисъл е някой (или понякога може да става дума за организация), който за първи път предлага за прилагане някакво решение, което е много по-добро от възприетите преди това решения. Това много често отваря нови пространства и дава възможност за използването на нови подходи и като резултат постига иновация.

## История
Иноваторите или още пионерите най-често правят своите нововъведения в конкретна област, напр. „Г-н Иванов е иноватор в учителската професия...“, за първи път употребата в английски е записана в текст през 1780. 
Някои иноватори включват:
- Исак Нютон – класическа механика
- Алберт Айнщайн – относителност
- Никола Тесла – асинхронен двигател